# Горай
Горай (укр. Горай) — село на Украине в Мурованокуриловецком районе Винницкой области.
Код КОАТУУ — 0522887802. Население по переписи 2001 года составляет 291 человек. Почтовый индекс — 23444. Телефонный код — 4356.
Занимает площадь 1,276 км².

## Религия
В селе действует Свято-Параскевинский храм Мурованокуриловецкого благочиния Могилёв-Подольской епархии Украинской православной церкви.

## Адрес местного совета
23444, Винницкая область, Мурованокуриловецкий р-н, с. Степанкы, ул. Ленина, 2